# キュチュク・カイナルジ条約
キュチュク・カイナルジ条約（キュチュク・カイナルジじょうやく、ロシア語: Кючук-Кайнарджийский мирный договор,Ясский мирный договор、トルコ語: Küçük Kaynarca Antlaşması、ブルガリア語: Договорът от Кайнарджа, Кючуккайнарджийския договор）は、1768年に始まったオスマン帝国とロシア帝国との間の戦争（露土戦争）の講和条約。
1774年7月、両国によって現在のブルガリア北部のカイナルジャで結ばれた。

## 第一次露土戦争
1768年12月にクリミア・タタールがロシア帝国の南部を襲撃したことで始まったロシア帝国とオスマン帝国の戦争（第一次露土戦争）は6年の長きに及び、戦況は女帝エカチェリーナ2世率いるロシア優位の状態で推移した。
オスマン帝国はクリミア・ハン国の宗主権を有しており、長年にわたってクリミアを属領とみなしていたのである。

## 締結
ロシアの勝利で戦争が終わり、講和条約が1774年7月21日、オスマン領のキュチュク・カイナルジ（トルコ語: Küçük Kaynarca）で結ばれた。
キュチュク・カイナルジは、現在のブルガリア共和国北東部ドブロジャ地方、ドナウ川沿いにある都市カイナルジャである。

## 内容
この条約によって、ロシア帝国はブグ川（南ブーフ川）とドニエプル川の間の地域、ケルチ要塞、アゾフおよび沿アゾフ地方を獲得して黒海への出口を確保した。また、ロシア帝国は黒海における艦隊建造権とボスポラス海峡・ダーダネルス海峡の商船の自由通航権を獲得、ドン川とドニエプル川はロシアの農産物を運ぶ運河となって、物流の動脈としての機能をいっそう高めた。
この後、ロシア帝国はウクライナに近接する黒海北岸地方の開拓を急速に進めていったが、その中心となった人物は女帝の寵臣で、女帝とは愛人関係にあったグリゴリー・ポチョムキンであった。
オスマン帝国はクリミア・ハン国の支配権を放棄させられ、ワラキア・モルダヴィアは保護領となった。
さらに、オスマン帝国は、帝国内に住む正教会信徒の保護権をロシアに与えたため、以後これがロシアによって内政干渉の口実として利用され、ロシアはバルカン半島の進出をトルコ支配下の諸民族の独立要求を利用することとなった。

## その後
この条約は、不凍港を目指して黒海、さらには地中海へと勢力を伸ばそうとするロシアの南下政策に伴う問題、いわゆる「東方問題」を生じさせた。